# Dave Grohl
Dave Grohl, vlastním jménem David Eric Grohl, (* 14. ledna 1969, Warren, Ohio, USA) je americký rockový zpěvák, bubeník a kytarista. V současné době je protagonistou skupiny Foo Fighters.

## Život
Jeho rodiče Virginia a James Grohl tvořili relativně šťastný pár, ale jen do doby, než se přestěhovali roku 1972 do Virginie a v Daveových šesti letech rozvedli. Dave byl soudem přidělen do opatrovnictví matce, kterou bezmezně miloval. V dětství trpěl hyperaktivitou, která se sice časem ztrácela, ale nikdy nezmizela nadobro.
Dave Grohl má slovenský, německý a irský původ.
Později odchází na střední školu, kterou sice nikdy nedokončí, ale přesto je v jeho životě doba na škole významná. Poprvé se na ní střetává s marihuanou a zakládá svou první skupinu Freak Baby, která ale dlouho nevydrží. Poté, v roce 1986, přichází do známější skupiny The Scream z Washingtonu D.C., kde se Dave naučí hrát na bicí a na čas odkládá kytaru. V roce 1990 se Scream rozpadli a Dave se za pomoci svého kamaráda Buzze Osborna z Melvins zkontaktoval s Nirvanou.
Nirvana už od samého počátku měla problémy s bubeníky a žádný ve skupině nezůstal delší dobu. V září roku 1990 se do Nirvany dostává Dave a téměř okamžitě začne pracovat na novém albu Nevermind, které vychází záhy. Při nahrávání tohoto alba se naplno ukazují Davovy kvality – jeho přesný a tvrdý úder s dokonalým smyslem pro rytmus a jeho plné nasazení do hry. V Nirvaně hrál Dave až do jejího rozpadu po smrti leadera skupiny Kurta Cobaina, stál však v pozadí mediální pozornosti.
Půl roku po rozpadu Nirvany zakládá skupinu Foo Fighters, kde se opět vrací ke kytaře. Hostoval také jako bubeník na albu skupiny Queens of the Stone Age – Songs for the Deaf a projektu Trenta Reznora Nine Inch Nails na albu With Teeth. Ztvárnil roli Satana ve snímku Králové ro(c)ku od kapely Tenacious D. Hostoval jako bubeník na několika skladbách z alba Invaders Must Die od The Prodigy. V roce 2009 vydává sestava Grohl, Josh Homme a John Paul Jones album Them Crooked Vultures, kde se Dave opět vrací k bicí soupravě.
V srpnu 2009 se zúčastnil slavnostního ceremoniálu ve svém rodném městu Warren, kde na jeho počest přejmenovali jednu z ulic na David Grohl Alley.
Dave je podruhé ženatý. Jeho první žena (1993–1997) byla americká fotografka Jennifer Youngblood (která je autorkou obalu prvního alba Foo Fighters). Grohlovou druhou a současnou manželkou je Jordyn Blum (2003–současnost), se kterou má tři dcery, Violet Maye (* 15. dubna 2006), Harper Willow (* 17. dubna 2009) a Ophelia Saint (* 1. srpna 2014). Pět dní po narození Ophelie však zemřel Davův otec James.
Roku 2012 režíroval dokument o nahrávacím studiu Sound City. Vyšel v únoru 2013. Režíroval také klip pro singl By Crooked Steps od skupiny Soundgarden.

## Vzhled
Má hnědé oči, husté vousy, hnědé vlasy, které několikrát výrazně změnil. V dobách Nirvany a raných Foo Fighters měl vlasy dlouhé zhruba do půle zad. Při vydání alba The Colour and the Shape měl vlasy ostříhané na středně dlouhé. Později si je nechal narůst po ramena. Měří 183 cm.

## Vybavení
Dave hraje jak na kytaru tak i na bicí. Už dlouhá léta hraje na kytaru značky Gibson Dave Grohl Signature DG-335. Dříve model 1967 Gibson Trini Lopez. Používá bicí DW Drums, činely a paličky Zildjian a blány Remo. 
https://www.groundguitar.com/dave-grohl-gear/dave-grohls-1967-gibson-trini-lopez/
https://www.groundguitar.com/dave-grohl-gear/

### DW Drumsä
- 8" x 5" Maple Tom
- 10" x 5" Maple Tom
- 13" x 9" Jazz Maple Tom
- 16" x 14" Jazz Maple Floor Tom
- 18" x 16" Jazz Maple Floor Tom
- 24" x 16" Jazz Maple Bass Drum
- 14" x 6,5" Aluminium Snare

## Diskografie

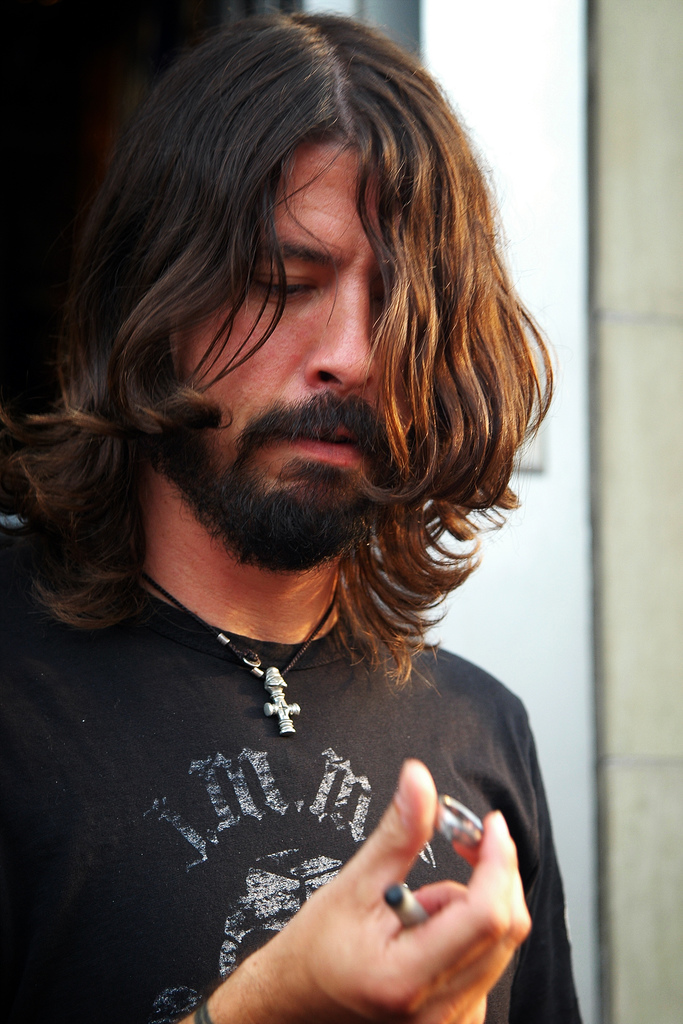
Dave Grohl

### SNirvanou
- 1991: Nevermind
- 1992: Incesticide
- 1993: In Utero
- 1994: MTV Unplugged in New York
- 1996: From the Muddy Banks of the Wishkah

### SFoo Fighters
- 1995: Foo Fighters
- 1997: The Colour and the Shape
- 1999: There Is Nothing Left to Lose
- 2002: One by One
- 2005: In Your Honor
- 2007: Echoes, Silence, Patience and Grace
- 2009: Greatest Hits
- 2011: Wasting Light
- 2014: Sonic Highways
- 2017: Concrete And Gold
- 2021: Medicine At Midnight
- 2023: But Here We Are

### SThem Crooked Vultures
- 2009: Them Crooked Vultures